# Conde de São Bento
Conde de São Bento é um título nobiliárquico criado por D. Luís I de Portugal, por Decreto de 6 de Maio de 1886, em favor de Manuel José Ribeiro.
Titulares
1. Manuel José Ribeiro, 1.º Conde de São Bento.